# Timgad (Batna)
Pour les articles homonymes, voir Daïra de Timgad, Barrage de Timgad et Timgad.
Timgad est une commune de la wilaya de Batna en Algérie, située à la périphérie de la ville antique de Timgad, à 35 km à l'est de Batna et à 68 km à l'ouest de Khenchela.

## Géographie

### Situation
Le territoire de la commune de Timgad est situé à l'est de la wilaya de Batna.
| El Madher         | Chemora              | Ouled Fadel                  |
| Ouyoun El Assafir | Timgad               | Ouled Fadel                  |
| Oued Taga         | Oued Taga, Foum Toub | Yabous (wilaya de Khenchela) |

### Localités de la commune
La commune de Timgad est composée de 12 localités :
- Aïn Abderrahmane
- Ain Tarfa
- Bir Zaatout
- Draa El Bez
- El Ma El Morre
- Ouled Abdelkaoui
- R'Baa
- Taraket
- Theniet El Khorchef
- Tidjedal
- Timgad centre
- Tissaki

## Histoire
À partir de 1948, la nécessité de protéger le site archéologique de Timgad et de loger au mieux les habitants conduisit au projet de la construction d’une ville nouvelle de Timgad, conçue selon les normes de l’architecture contemporaine. Après l’échec d’un premier projet, la conception et la construction de la nouvelle cité furent confiées à Roland Simounet en 1957, la ville nouvelle devant être construite à 1000 m au nord des ruines de la ville romaine. Simounet proposa une ville aux rues étroites occupant une superficie de 6 ha, utilisant une architecture aux formes simples adaptées à l’environnement local et aux conceptions qu’il se faisait du bien être des habitants. La construction fut menée à bien malgré la guerre d’Algérie et ses restrictions grâce à l’usage de techniques et de matériaux locaux.

## Vie quotidienne

### Festival
Le nouveau théâtre de plein air accueillit pour la première fois le trente-deuxième festival international de la musique de Timgad du 8 au 17 juillet 2010 antérieurement organisé au théâtre antique.

## Démographie

### Évolution démographique
| 1966  | 1977  | 1984   | 1998   | 2008   |
| ----- | ----- | ------ | ------ | ------ |
| 9 351 | 9 781 | 12 000 | 10 937 | 11 828 |